# 陈白沙墓
陈白沙墓，位于中国广东省江门市蓬江区杜阮镇瑶村席帽山（原位于新会区），为明代学者、书法家陈献章的墓地。陈白沙墓向东南，面积50平方米。墓面垒筑馒头冢状，高1.3米，直径1.5米。墓面深16.8米，宽13米。2003年，公布为新会区文物保护单位。2019年4月，公布为广东省文物保护单位。